# Danisco
Danisco A/S es una compañía productora de alimentos de Dinamarca. Comercializa una amplia variedad de excipientes de grado farmacéutico.
Danisco es uno de los líderes mundiales en la producción de ingredientes para alimentos y otros productos.
El grupo emplea aproximadamente 10 000 trabajadores en más de 40 países y reportó ganancias de 20'9 billones de coronas danesas en el período 2005/06.
La amplia plataforma tecnológica de Danisco y su catálogo de productos comprenden emulsores, enzimas, aditivos alimentarios, cultivos, saborizantes, azúcar y edulcorantes como el xylitol y la fructosa. La mayoría de estos ingredientes son producidos a partir de materia prima natural. Sus productos son principalmente usados en la industria alimentaria, por ejemplo, para mejorar la textura del pan y helados pero también son aplicados para forraje, limpieza, textiles y plásticos. 
Danisco es también uno de los más grandes productores de azúcar en Europa.

## Investigación y desarrollo
Una considerable proporción de los empleados son ocupados en investigar y desarrollar nuevos y más benévolos productos para la industria alimentaria internacional. Hoy en día, la empresa posee más de 2.000 patentes.